# Pfarrkirche Steyr-Resthof

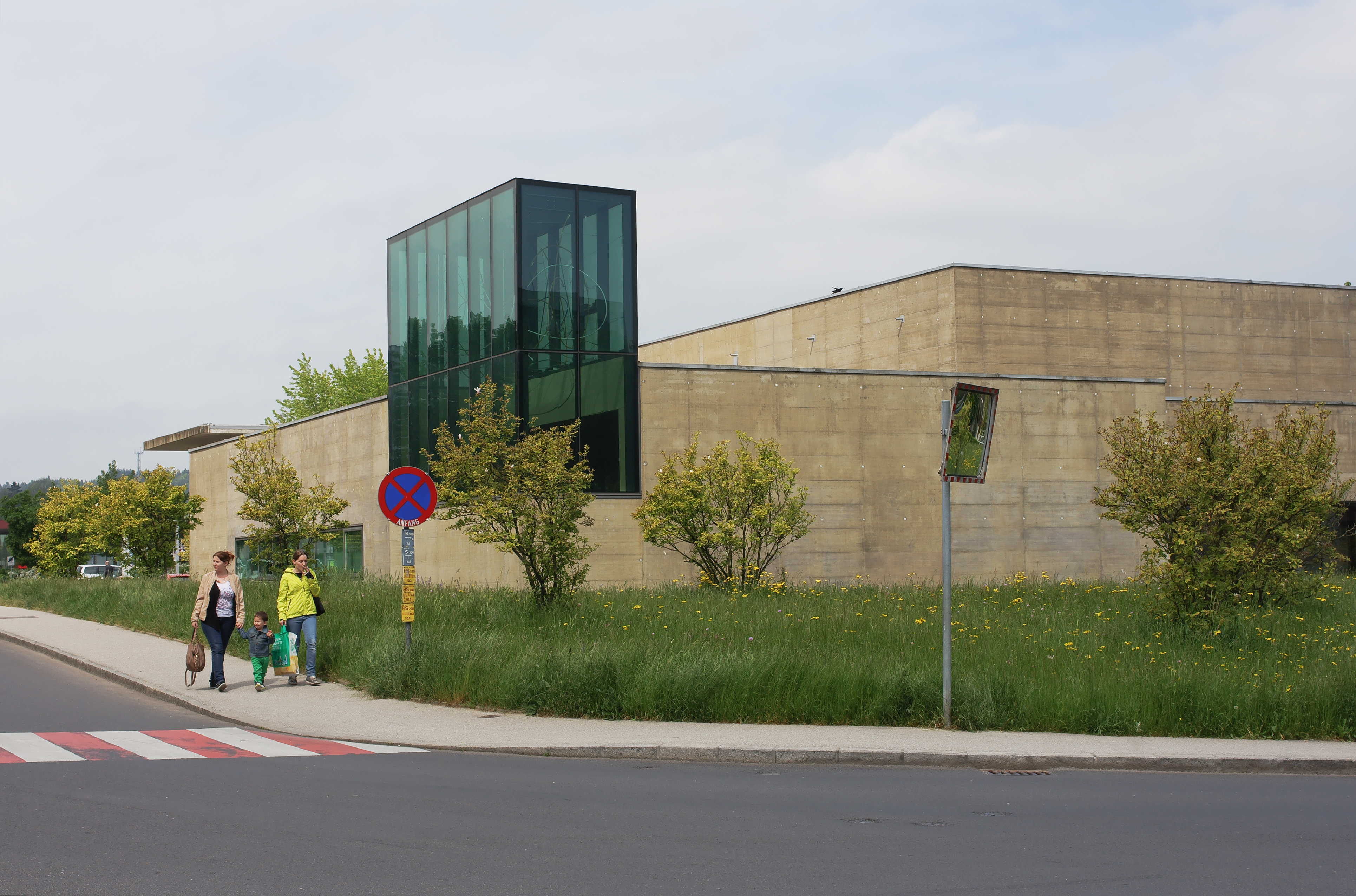
Blick von der Resthofstraße

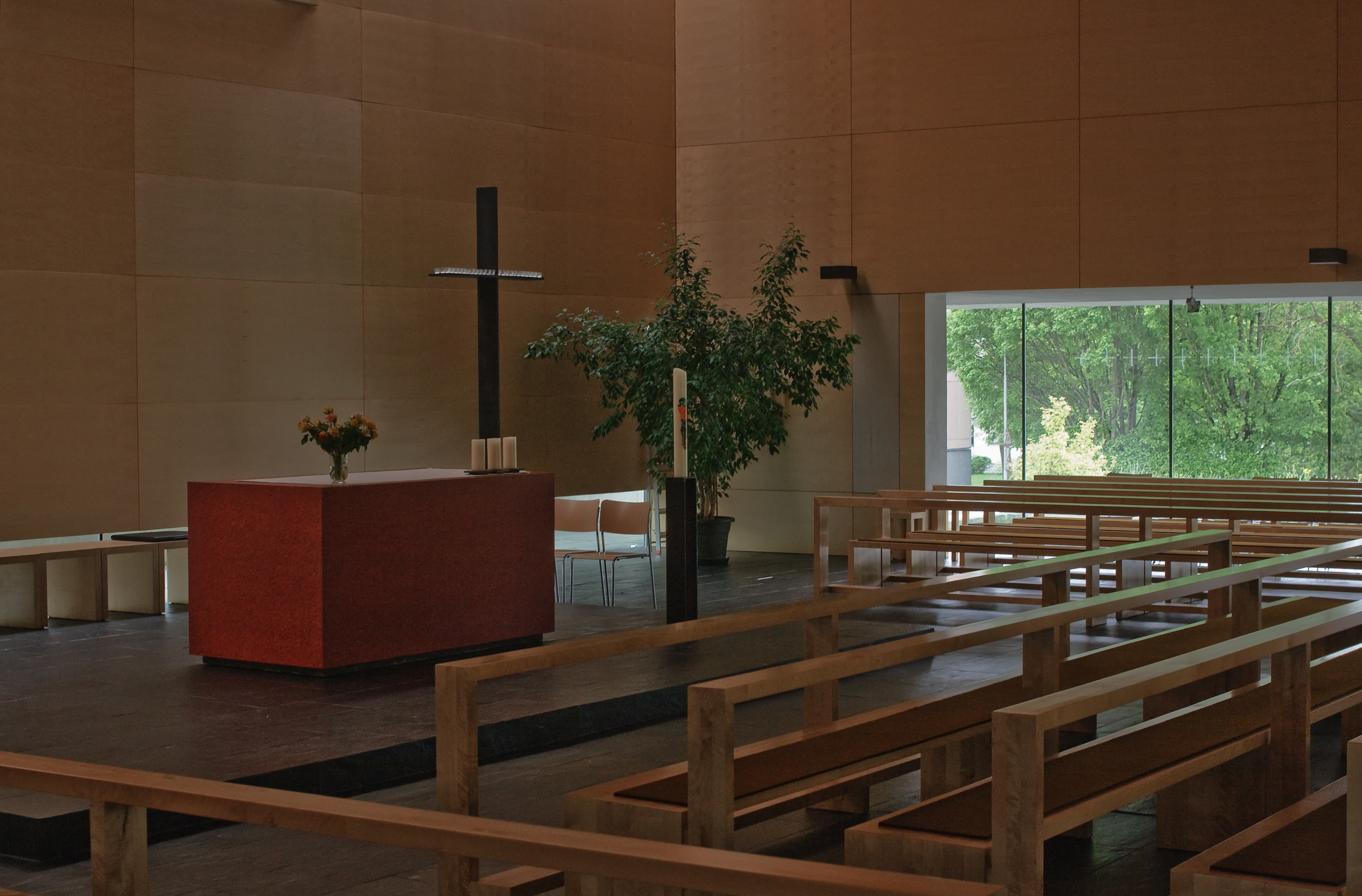
Altar und Kirchenbänke

Die Pfarrkirche Steyr-Resthof steht in der Stadtgemeinde Steyr in Oberösterreich.  Die auf den Heiligen Franz von Assisi geweihte römisch-katholische Pfarrkirche gehört zum Dekanat Steyr in der Diözese Linz.

## Geschichte
Im Jahr 1977 erwarb die Pfarre Gleink ein Grundstück und 1979 wurde von der Diözese Linz ein Bauprogramm für ein Seelsorgezentrum in Resthof genehmigt. In einer ersten Bauetappe wurde 1982/1983 ein Seelsorgezentrum erbaut und im Dezember 1983 vom Bischof Maximilian Aichern geweiht. Nach einer Konsolidierung der Pfarrgemeinde bestanden ab 1991 tätige Überlegungen für den Neubau einer Kirche. 1994 führten Gespräche mit Architekt Treml zu einem eingeschränkten Architektenwettbewerb mit vier Teilnehmern den die Architekten Gabriele Riepl und Peter Riepl gewannen. Nach Anpassungen wurde der Entwurf 1996 angenommen und im März 2000 erfolgte der Spatenstich und am 7. Mai 2000 die Grundsteinlegung. Am 20. Mai 2001 wurde die Kirche von Bischof Maximilian Aichern geweiht. Die Kirche wurde vom Orden der Oblaten der Unbefleckten Jungfrau Maria übernommen.

## Architektur
Mehrere quaderförmige Baukörper ergeben einen skulpturale Charakter des Kirchenbaues. Das Gebäude wurde durch Glasflächen aufgebrochen, was Einblicke und Ausblicke ermöglicht. Der rechtwinklige Saalraum ist winkelförmig geschlossen und ist ostwärts zu einem Wasserbecken und südwärts zu einem Meditationsgarten geöffnet. Die Wochentagskapelle im südöstlichen Gebäudebereich schließt oben mit einem Glasquader als Lichtskulptur ab.
- Österreichischer Bauherrenpreis 2001

## Ausstattung
Der mit einer Stufe erhöhte Altarpodest wurde mit Schiefer verkleidet und trägt einen ziegelrotfarbigen monolithartigen Altar. Der schlichte Ambo ist aus Metall. Die Kirchenbänke aus Birkenholz stehen u-förmig zum Altar.
Am Ende des Erschließungsraumes steht der Taufstein.